# K-pop
K-pop (/keɪ pɔp/, zkratka z „Korean pop“, korejsky 가요 kajo) je hudební žánr, který vznikl v Jižní Koreji. Absorboval do sebe elementy taneční hudby, popu, elektropopu, hip hopu a současného r'n'b. Jedny z nejznámějších K popových skupin jsou Blackpink, BTS, Stray Kids, Tomorrow X Together, Twice, Seventeen nebo ENHYPEN. 
Podle reportéra amerického hudebního časopisu Rolling Stone je nejlepší K-popovou skupinou BTS a K-pop je „směs módní západní populární hudby a vysokoenergetického japonského popu“, „která loví hlavy posluchačů pomocí chytlavých opakovaných fragmentů, občas v anglickém jazyce“. K-pop „zahrnuje fúzi stylů jak se zpěvem tak i s rapem a klade zvláštní důraz na představení a silné vizuální efekty“.
K nejznámějším představitelům patří chlapecká sedmičlenná skupina BTS, které se podařilo v srpnu 2020 debutovat se svým prvním čistě anglickým singlem „Dynamite“ na 1. příčce celosvětového žebříčku Billboard Hot 100. V listopadu 2020 se stali první K-popovou skupinou nominovanou na cenu Grammy.
K-pop je nejen hudba, K-pop se stal subkulturou, která je populární mezi mladými lidmi na celém světě. Díky internetu a dostupnosti digitálního obsahu si K-pop získal neuvěřitelně široké publikum po celém světě.
Momentálně se na nejvyšších žebříčcích K-popu umisťují skupiny BTS, EXO, Seventeen, Stray Kids, TXT, NCT, ATEEZ a ENHYPEN, z dívčích zastupitelů jsou to Blackpink, Twice, Red Velvet, New Jeans, IVE, ITZY, aespa a NMIXX. Za jedny z nejlepších zpěváků jsou v Jižní Koreji považováni Baekhyun a IU.  Baekhyunovo druhého sólového EP Delight se prodalo přes 1 milion kopií a stalo se tak prvním albem sólového umělce, kterému se to v Jižní Koreji povedlo za dlouhých 19 let.
Jednou z hlavních každoročních ceremonií oceňující umělce K-popu je MAMA.

## Významní představitelé

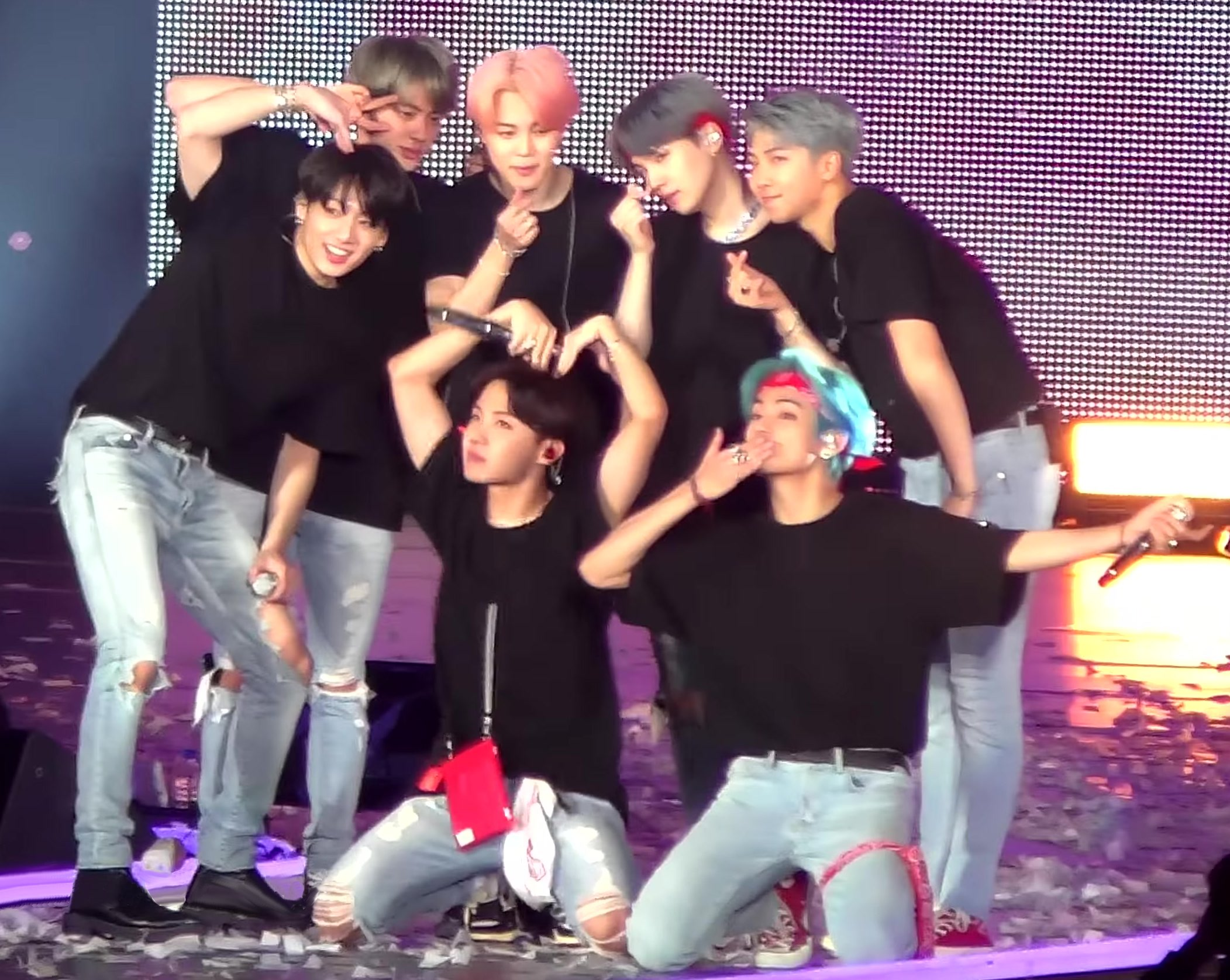
Fotografie z koncertu BTS - 2019

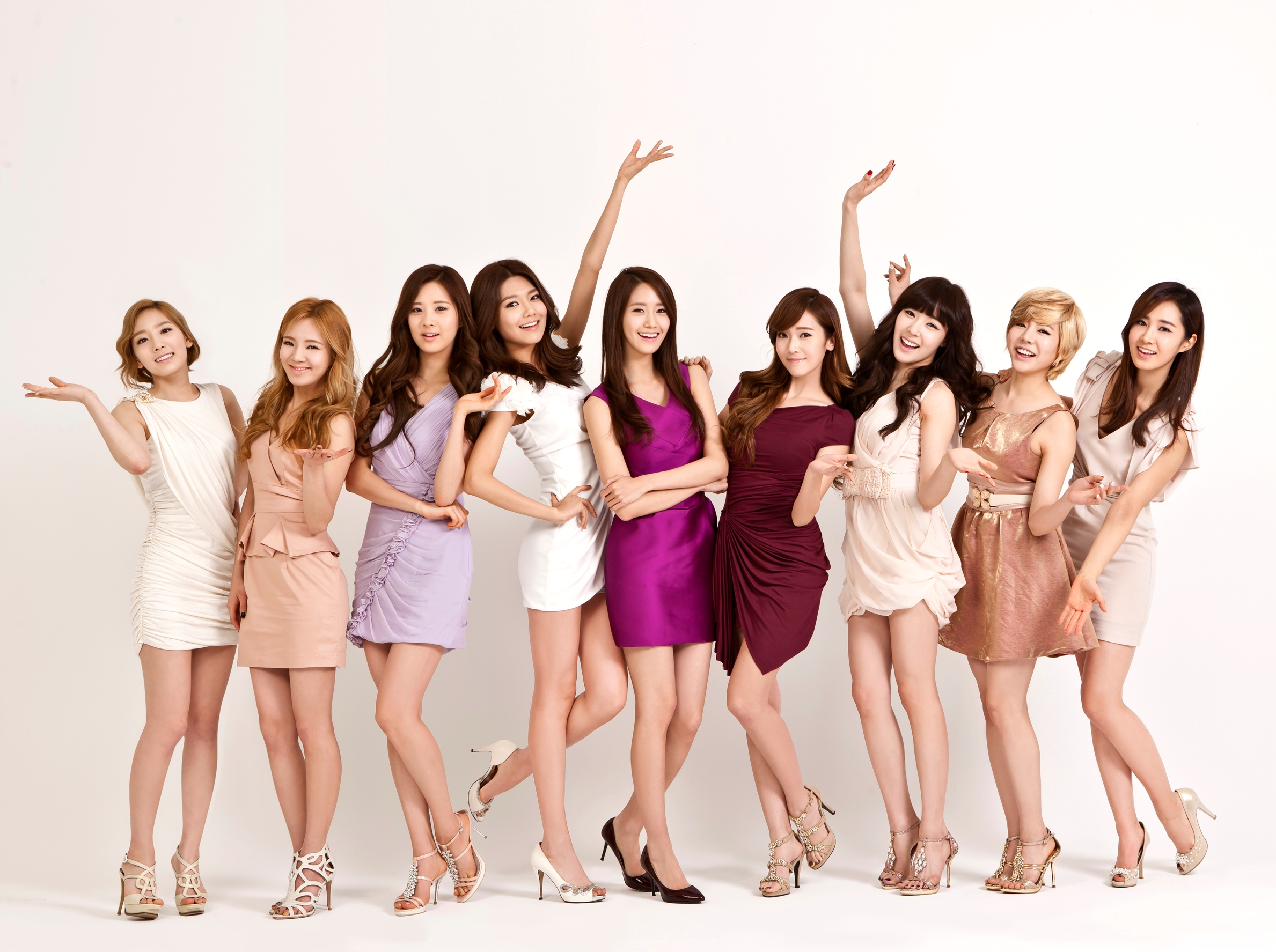
Fotografie dívčí K-popové skupiny Girls' Generation

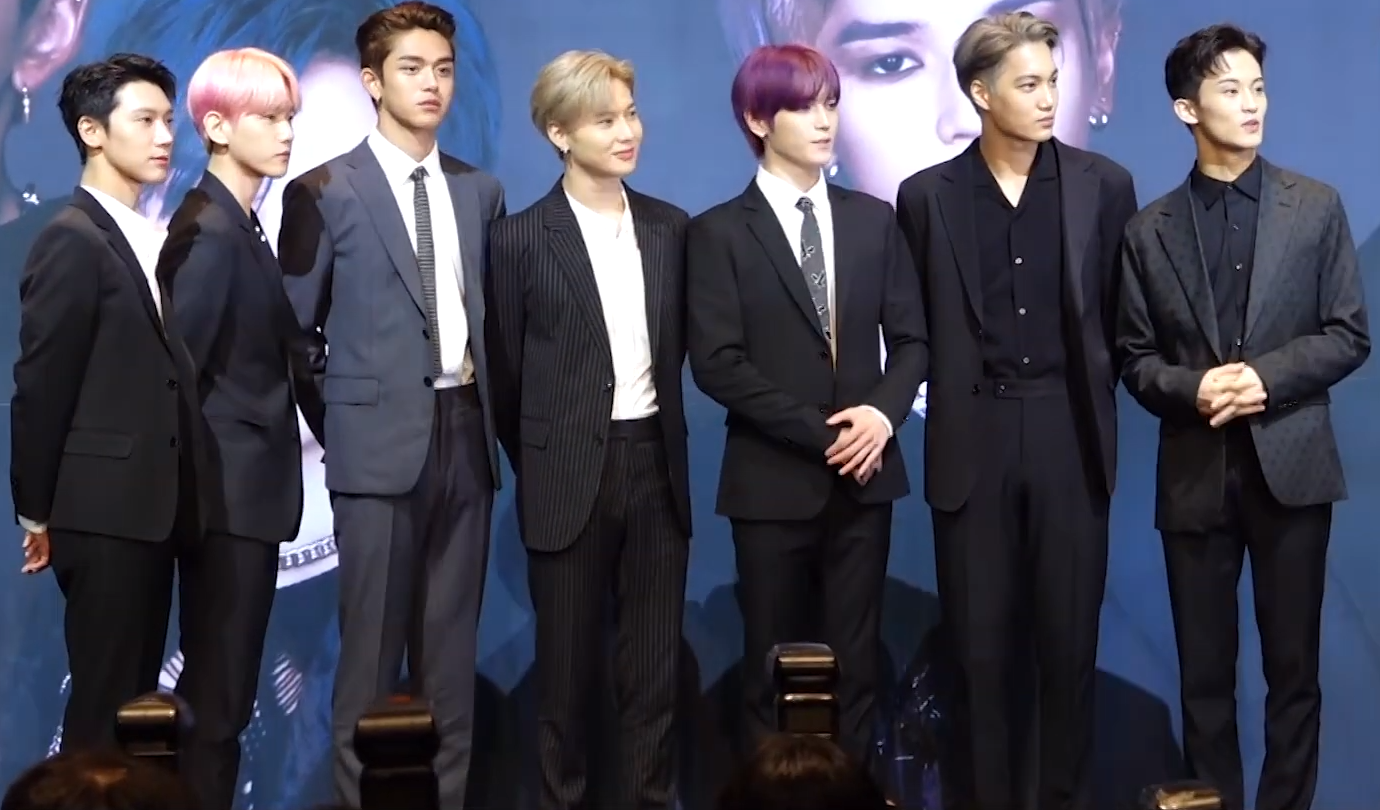
SuperM 2. října 2019 na tiskové konferenci - zleva Ten, Baekhyun, Lucas, Taemin, Taeyong, Kai a Mark

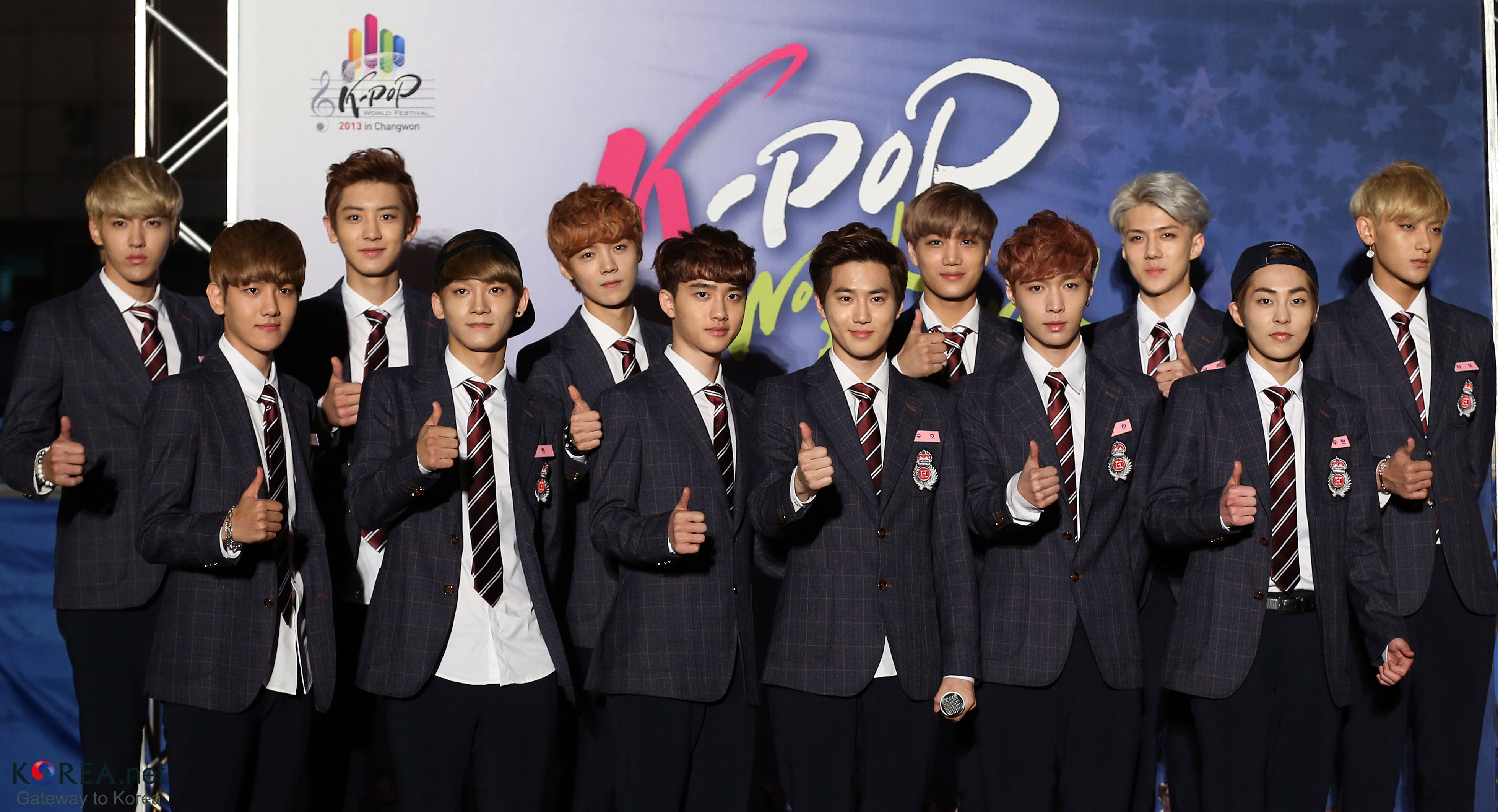
EXO na K-Pop festivalu 2013; zleva: Kris, Baekhyun, Chanyeol, Chen, Luhan, D.O., Suho, Kai, Lay, Sehun, Xiumin, Tao

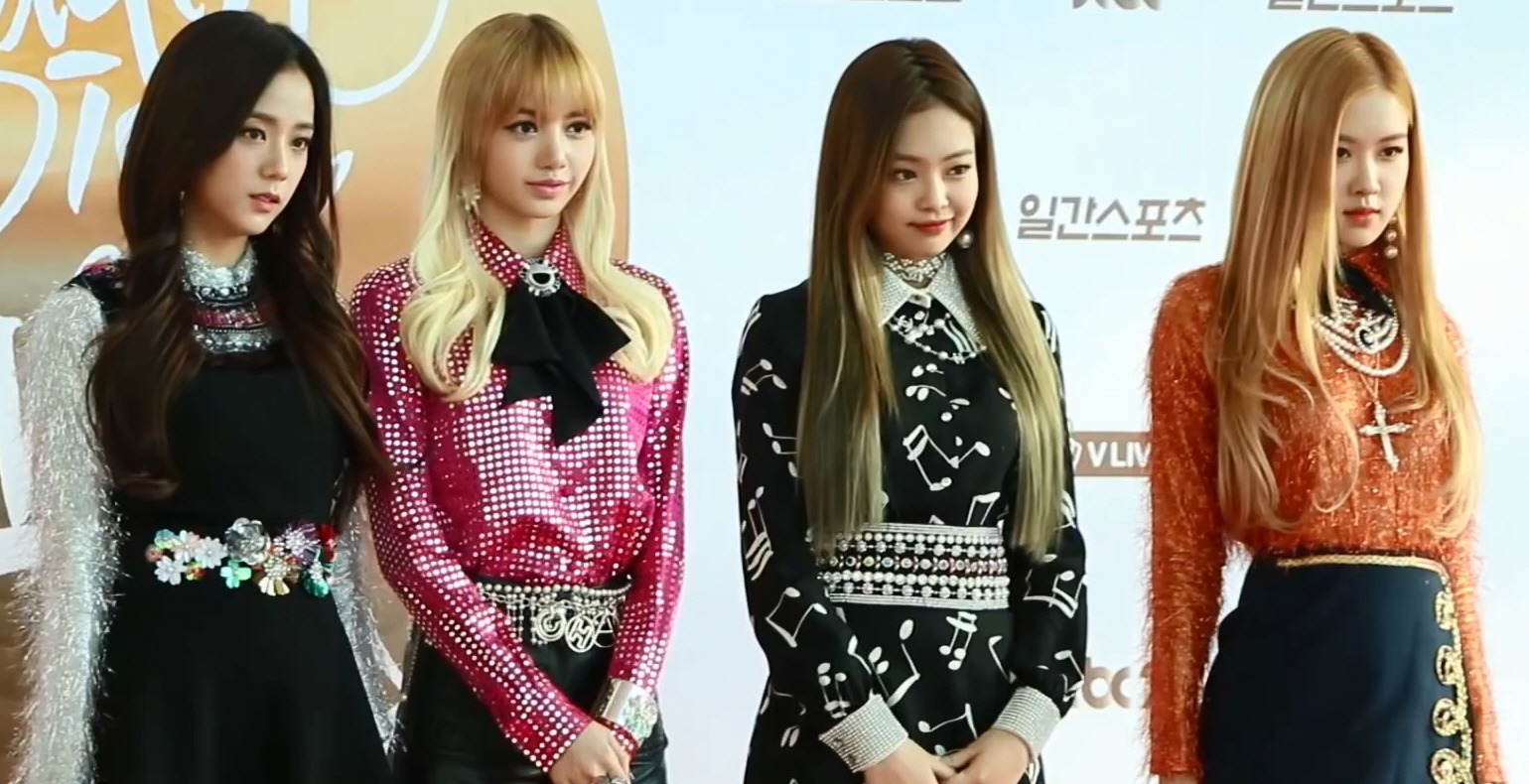
Black Pink na 31. ročníku Golden Disk Award 13. ledna 2017

### Skupiny
- Aespa
- A.C.E
- Apink
- ATEEZ
- Astro
- Big Bang
- Blackpink
- Babymonster
- BtoB
- BTS
- Brave Girls
- Black Swan
- Block B
- Billlie
- CLC
- CRAVITY
- DAY6
- Dreamcatcher
- Enhypen
- Epik High
- Everglow
- E'LAST
- EPEX
- EXID
- EXO
- RIIZE
- Fromis_9
- G-Idle
- Girls' Generation
- Golden Child
- GHOST9
- GOT7
- IKon
- Infinite
- Itzy
- I.C.E
- IVE
- JYJ
- K/DA
- Kara
- Kard
- Kep1er
- Loona
- LE SSERAFIM
- Mamamoo
- Momoland
- Monsta X
- MIRAE
- NCT
- Nu’est
- New Jeans
- NMIXX
- Oneus
- Onewe
- Oh My Girl!
- ONF
- OMEGA X
- PENTAGON
- P1HARMONY
- Red Velvet
- Seventeen
- SHINee
- Shinhwa
- STAYC
- Stray Kids
- Super Junior
- SuperM
- &TEAM
- T-ara
- Tomorrow X Together (TXT)
- Treasure
- Tempest
- TVXQ
- TNX
- Twice
- TRI.BE
- VIVIZ
- VENUS
- VIXX
- Wonder Girls
- Weeekly
- XG
- Xdinary Heroes

### Sólisté
- Alexa[12]
- BiBi
- B.I
- BoA
- Colde
- Daniel Kang
- Eric Nam
- Gaho
- HyunA
- Changmo
- Chungha
- Jay Park
- PSY
- Sunmi
- Wonho
- Wonstein
- IU
- T.O.P
- Kim Woojin